# 厦门老鼠簕
厦门老鼠簕（学名：Acanthus ebracteatus var. xiamenensis）是爵床科老鼠簕属小花老鼠簕的变种，是中国的特有植物。分布在中国大陆的广东、福建等地，一般生于海滨红树林沼泽中，目前尚未由人工引种栽培。